# Givaudan
A Givaudan (pronunciada(o) [ʒivodɑ̃]) é uma fabricante suíça de sabores, fragrâncias e ingredientes cosméticos. Desde 2008 é a maior empresa do mundo no mercado e aromas e fragrâncias.
É uma companhia segmentada em duas divisões que a partir de 2022 passaram a se chamar de "Sabor e Bem Estar" e "Fragrâncias & Beleza".
Os aromas e sabores da empresa são desenvolvidos para fabricantes de alimentos e bebidas e também usados para bens de consumo como produtos de higiene pessoal e perfumes, geralmente feitos por encomenda e vendidos sob contrato de confidencialidade.
E de acordo com a pesquisa FIA Employee Experience, a empresa foi reconhecida como um lugar incrível para trabalhar, porte médio, no Brasil, em 2020.